# 秦传厚
秦传厚（1915年9月—2002年11月26日），男，安徽六安人，中华人民共和国政治人物，曾任中共四川省委常委，四川省人民检察院检察长，四川省人大常委会副主任、党组副书记。